# Mugur de fluier
Mugur de fluier este titlul celui de-al doilea LP al formației Phoenix, editat în anul 1974 de către casa de discuri Electrecord. Pe acest album, alături de textierul clasic al Phoenix-ului, Victor Cârcu, își pune în valoare calitățile artistice și tandemul Șerban Foarță – Andrei Ujică.

## Prezentare
„Am compus noi piese care marcau deja, un început de stilizare mai pregnantă a folclorului. Sfera interesului nostru se întindea din sudul Balcanului, trecea prin muzica țigănească ori central-europeană până în apusul continentului, integrând folclor de diverse nuanțe și culori. Multe dintre piesele care au urmat aveau influențe celtice.”—Nicolae Covaci – Phoenix, însă eu...''
Discul a reprezentat produsul final, nu ocolit de cenzură, al unui concert Phoenix intitulat „Introducere la un concert despre muzica veche la români”. Piese precum „Andrii Popa”, „Pavel Chinezu”, „Mica țiganiadă” sau „Mugur de fluier”, fuseseră prezentate încă din 19 noiembrie 1973, în fața a circa 3.000 de tineri, la Sala Palatului din București, într-un concert Sfinx și Phoenix. A fost înregistrat în doar 24 de ore de studio. Pentru prima dată în compozițiile Phoenix post-1970, textul are o pondere importantă, poate chiar mai importantă decât melodia. Sunt utilizate din plin balansurile tipic arhaice, instrumentele vechi, motivele populare.
„Noi am început cu ceva mai greu, după aceea, deschizându-se drumul spre acest tezaur al muzicii populare, sigur că ne-a inspirat, în sensul de compoziții proprii. Acest lucru a făcut posibil să apară «Mugur de fluier», unde sunt mult mai multe compoziții proprii, în stilul acesta, decât pe «Cei ce ne-au dat nume». Din punctul acesta de vedere, socotesc «Mugur de fluier» ca un vârf, iar ce-a urmat după «Mugur de fluier», «Cantafabule», este deja, ca și la Beatles, o eră de dezvoltare, dar nu așa de comercială ca și «Mugur de fluier».”—Josef Kappl, 2002
Coperta albumului a fost creată de același cuplu ca și la Cei ce ne-au dat nume, Lili și Valeriu Sepi. Fotografia aparține lui Kurt Hielscher, a fost publicata în albumul sau  fotografic "Rumänien" (România), apărut la Leipzig în anul 1933.
Albumul a fost reeditat de Electrecord pe disc de vinil în 1992, având o copertă simplă, și ulterior, în 1999, pe compact disc.

## Cenzura
Din fericire, din materialul inițial (care nu includea piesa „Andrii Popa”) nu au fost cenzurate decât două strofe ale interludiului „Lasă, lasă”. Acestea apăreau între „Lasă, lasă nr. 2” și „Lasă, lasă nr. 3”, cu mențiunea că între ele se afla ceea ce pe disc a devenit „Lasă, lasă nr. 5”: „Lasă-l suflete, pe Manix, / Pe Otilia și pe Felix... / Vino să-l asculți pe Phoenix, / Ca să...” și „Lasă zaru, lasă tabla, / Tra la la la, lasă rabla / Să înceapă șantefabla! / Ca să....” „Șantefabla” poate face referire la franțuzescul „Chantée fable” (de fapt „fable chantée”, „fabule cântate”) fiind astfel prototipul viitorului nume „Cantafabule”. De asemenea, mai exista și o piesă compusă de Ioji Kappl – „Prima zi când te-am văzut” – dar care nu a mai intrat în produsul final datorită faptului că nu se încadra conceptual. Această piesă a fost lăsată la o parte de către formație însăși.

## Piese
Fața A:
1. Lasă, lasă nr. 1
2. Pavel Chinezu, leat 1479
3. Strunga
4. Andrii Popa
5. Lasă, lasă nr. 2
6. Mica țiganiadă

Fața B:
1. Lasă, lasă nr. 3
2. Ochii negri, ochi de țigan
3. Muzică și muzichiie
4. Mugur de fluier
5. Lasă, lasă nr. 4
6. Anule, hanule
7. Lasă, lasă nr. 5
8. Dansul codrilor

Muzică: Nicolae Covaci (A1, A2, A3, A5, A6, B1, B2, B4, B5, B6, B7); Josef Kappl (B3, B8); Mircea Baniciu (A4)

Versuri: Șerban Foarță și Andrei Ujică (A1, A2, A5, A6, B1, B3, B5, B6, B7); Victor Cârcu (B2, B4, B8); Vasile Alecsandri (A3, A4)
Observație: Pe coperta discului, piesele „Strunga” (A3) și „Andrii Popa” (A4) sunt trecute ca având texte populare. În realitate, aceste texte aparțin poetului Vasile Alecsandri (1844, respectiv 1843).

## Componența formației
- Nicolae Covaci – conducătorul formației, chitară solo, vocal, double-six, percuție
- Iosif Kappl – chitară bas, vocal, vioară, blockflöte, percuție, clopote
- Mircea Baniciu – solist vocal, chitară acompaniament, percuție
- Costin Petrescu – baterie, țambal, instrumente de percuție
- Valeriu Sepi – percuție

Cu colaborarea lui Günther Reininger – percuție, celestă, clopote.